# 贸易银元 (美国)
贸易银元（英語：trade dollar）是美国铸币局生产的一种1美元面额银质硬币，旨在同已于东亚大量流通的贸易硬币竞争。从19世纪60年代开始，白银因产量上升导致价格回落，约翰·杰伊·诺克斯在同他人商议后提议发行银元，与墨西哥银圆和西班牙银圆竞争大清帝国市场。最终联邦国会通过1873年铸币法案，其中规定贸易银元的法定支付上限为5美元。铸币局首席雕刻师威廉·巴伯和费城某公司都为新币准备了多份设计方案，巴伯的设计入选。
银币于1873年投产，大部分都出口到大清帝国。由于银价持续下跌，白银生产商开始将大量银锭存入铸币局打造成贸易银元，这些硬币也随之进入美国市场流通。事态引起公众不满，因为这种银币不得人心，使用时往往要打折，有些雇主甚至先从中间商手中以折扣价将之买下，再用这些贸易银元来支付工人薪水。1876年，国会通过法案撤销贸易银元的法定货币地位，但银币仍在继续流通。商用币于1878年停产，但铸币局继续出产精制币直至1883年止。国会之后通过1965年铸币法案，恢复贸易银元的法定货币地位。

## 背景

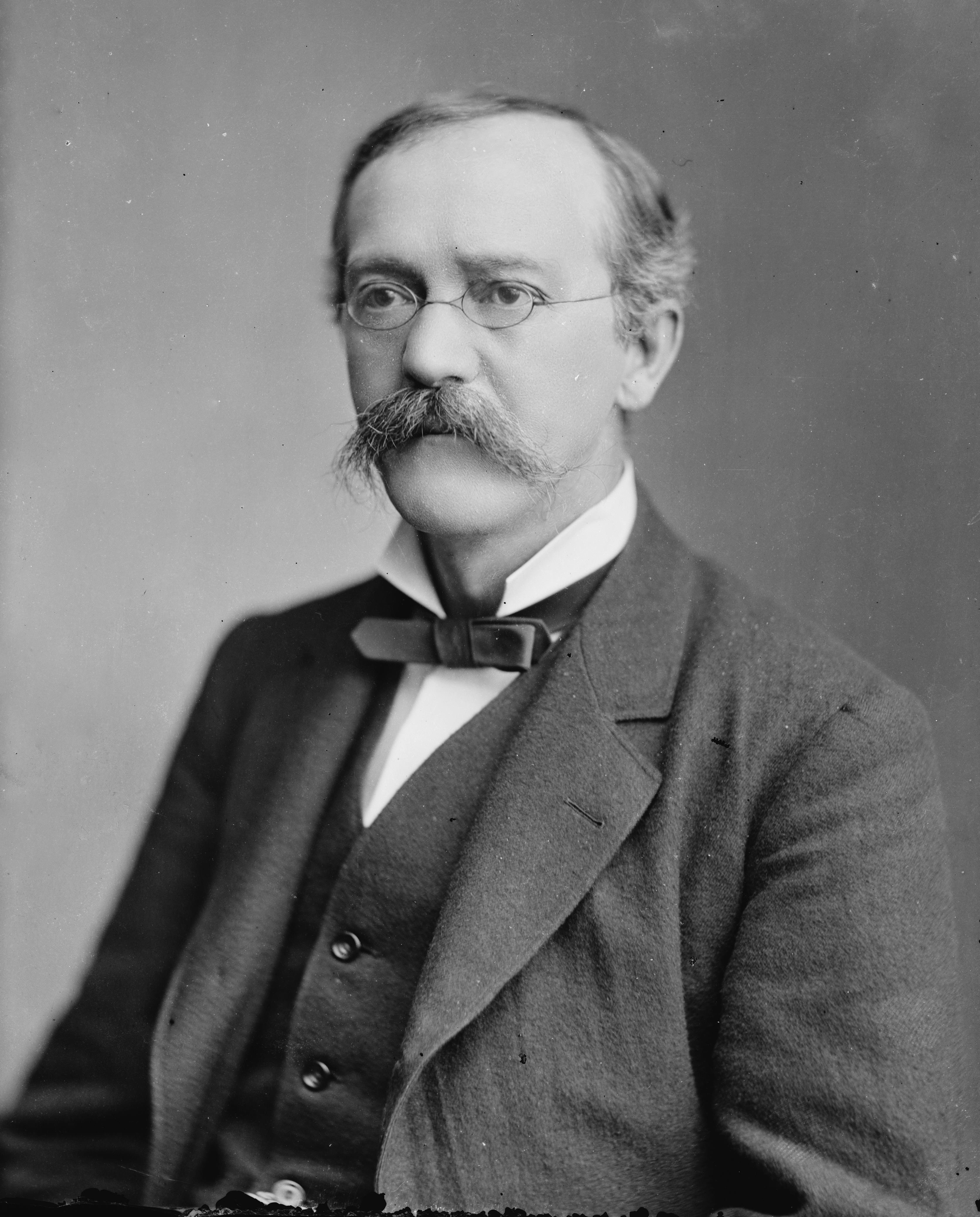
约翰·杰伊·诺克斯（图）提议，发行银元与墨西哥银元竞争东亚市场。

加利福尼亚淘金潮于1849年拉开帷幕，澳大利亚淘金潮也在1851年展开，由此进入市场的黄金总量超过正常渠道的消化能力，使黄金价值下降，白银相对黄金的价格上涨。银币因此迅速从市场流通中消失，有些受到囤积，还有些则被融化。国会为此授权铸币局减少绝大多数银币中的含银量，只有3美分硬币和银元例外。从19世纪60年代开始，白银产量上升，价格相应回落。在此期间同样有大量银币退出市场，只是这次是由纸币或铜币取代。
墨西哥银圆取代西班牙银圆，成为当时大清帝国的主要流通银币，这种硬币的价值非常高昂，在民間商品交易中的实用程度有限。但當時華人百姓很怕吃虧，对钱币上设计的任何变更都非常敏感，不愿接受那些哪怕只有丁点设计变动的新币。美国的银元比墨西哥银圆要轻0.49克，但这也导致它们在东方不受歡迎。为了顺利开展业务，美国商人不得不购买西班牙银圆或墨西哥银圆使用。从1866年开始，墨西哥银圆的设计由老鷹圖案，改为在任皇帝马西米连诺一世的肖像，但这同样导致大量硬币在清朝遭拒。
货币副主计长约翰·杰伊·诺克斯（John Jay Knox）在旧金山铸币局开展审计工作期间与该局司库兼化学分析师路易斯·加内特（Louis A. Garnett）探讨货币局势。加内特建议美国打造商用银元，出口到东方与其它已在当地站稳脚跟的银币竞争。加内特这一提议的主要理由是，出口的银币会在亚洲被熔融或囤积起来，所以永远都不会返回北美赎回，这样政府就能通过铸币税获利。在旧金山工作期间，诺克斯还与财政部特聘代理亨利·林德曼（Henry Linderman）探讨过提议发行商用银元的问题。1870年，诺克斯将报告递交财政部，还起草了授权发行硬币的法案，并得到财政部长乔治·S·鲍特韦尔批准。经过多位前任及现任政府官员的审核和修改，法案终于递交国会。

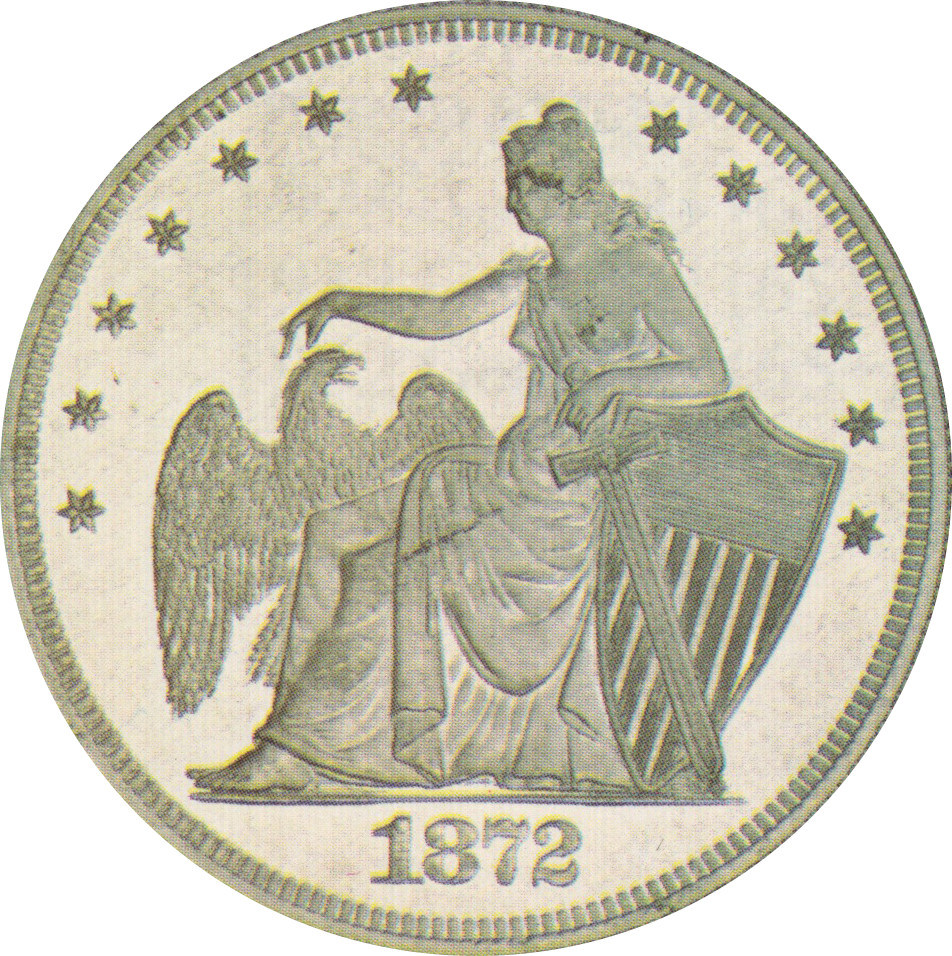
铸币局首席雕刻师威廉·巴伯的这一设计展现的是哥伦比亚和老鹰，但铸币局官员认为设计意向有穷兵黩武之嫌而否决。

1872年11月19日，法案尚在国会待批，林德曼向财政部长递交报告，称新币无需具备法定货币地位，只需是印有重量和成色的银币即可。他还指出，新币可以在东方取代墨西哥银元，并且最终价值还会比面额超出6到8个百分点，考虑到当时美国银币出口到东方后还要有2%的折扣才能交易，新币无疑相当划算。林德曼进一步建议将新币命名为“白银联盟”，与当时的标准银元区分。
1872年2月，联邦众议院小组委员会对法案做出修改，授权发行重27克的商用银元，但过了3个月，众议院又通过表决建议发行重24.9克的标准银币，取代之前27克的方案。联邦参议院也没闲着，在法案中加入条款，要求财政部打造27克的贸易银元，与之前众议院委员会的提议基本相同。最终修改并通过的法案人称1873年铸币法案，获两院通过后于1873年2月12日经总统尤利西斯·辛普森·格兰特签署为法律 。

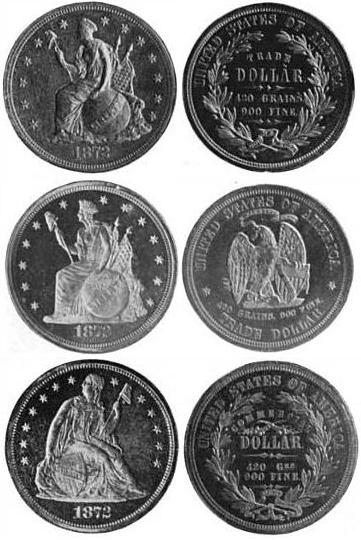
贸易银元图案币

根据法案中的规定，贸易银元的法定支付上限为5美元。国会在最后时刻加入这一规定主要是受到白银利益集团的影响。在俄亥俄州联邦参议员约翰·舍曼的坚持下，硬币的重量和成色都刻在背面。在钱币历史学家唐·塔克西（Don Taxay）看来，这样的决定简直莫名其妙，因为“中国的商人永远都看不懂它们（指不明白硬币上文字的意思）”。
法案通过前，费城铸币局局长兼管所有铸币分局。根据新法案，局长办公室转至首都华盛顿哥伦比亚特区，各铸币分局都分别有新局长负责。

### 设计
1872年间，铸币局预计法案会获国会批准，所以铸造了一系列商用银元的图案币。这些图案币到了1873年还在继续生产，但其上的面额文字在法案获总统签署成法律以前就从“商用银元”（commercial dollar）变换为“贸易银元”（trade dollar）。法案通过后，林德曼与铸币局局长詹姆斯·波洛克（James Pollock）会面，讨论刚刚获授权发行的贸易银元应该如何设计。两人达成共识，由费城首饰和雕刻公司贝利、班克斯与比德尔（Bailey Banks & Biddle）准备设计方案，然后和铸币局首席雕刻师威廉·巴伯（William Barber）的已有设计放到一起择优录取。
查看过双方准备的设计方案后，林德曼要求设计图案要有呈坐姿、并且面朝硬币左侧（代表东方）的自由女神，他显然选中了两套图案币的设计。1873年6月，林德曼在看过巴伯设计的多种图案币后选中了其中一种，据当时的记者形容，这枚图案币正面是“女性人物坐在一捆商品上，左手持有写着“自由”字样的条幅。她背着一捆小麦，和那捆商品一起表明这是商用硬币，右手前伸拿着橄榄枝”。入选的硬币背面设计则依据法律规定刻有白头海雕。老鹰的右爪抓有3支箭，左爪则是橄榄枝，这与当时绝大部分美国硬币恰好相反。全部6种图案币中，有两种刻有自由女神肖像，4种的正面与最终通过的版本大同小异，铸币局还把这些图案币向公众限量发行。

## 生产

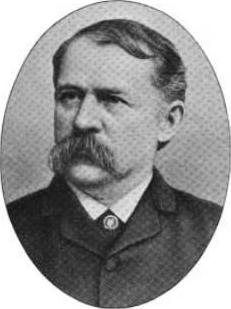
铸币员阿奇博尔德·劳登·斯诺登曾正式提出抗议，称贸易银元上的浮雕没有完全铸造出来。

林德曼成为美国铸币局局长，波洛克则当上费城铸币局局长。1873年7月，铸币局开始制作贸易银元的金属模具。林德曼在此期间给波洛克发电报，要求加快贸易银元的生产进程，因为墨西哥当时也正准备将本已于1866年停产、但在亚洲很受欢迎的一系列老银元设计重新投产。1873年7月11日，首枚贸易银元面世，铸币局还举办了庆祝仪式。7月14日，首批共4万枚新币发行。7月22日，新币模具运抵卡森城铸币局，旧金山铸币局也在不久后收到模具。费城铸币局在投产第一年共计生产了39万6635枚商用币，还有865枚精制币。卡森城和旧金山这年分别生产出12万4500枚和70万3000枚。

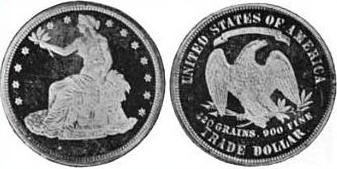
安东尼·帕奎特设计的实验币，正面没有刻上年份。林德曼本已批准设计方案，但因担心华人不接受陌生的新设计，所以没有付诸实践。

这年里，三家铸币分局的官员都对新币品质提出意见。1874年夏，铸币员阿奇博尔德·劳登·斯诺登正式向波洛克提出意见，称贸易银元的生产品质欠佳，特别是其浮雕太高，难以完全打造成形，巴伯于是在这年下半年开始修改设计，降低浮雕高度，修改后的模具于1875年启用。这年秋季，林德曼建议修改1876年版贸易银元的反面设计，纪念美国独立100周年。他的提议遭到波洛克反对，因为这样的更改需要国会授权，而且还有可能导致硬币在东方失宠。林德曼聘请前助理雕刻师安东尼·帕奎特（Anthony C. Paquet）改善出产硬币的品质，后者于1876年5月制作出新的背面模具。新设计已经得到林德曼批准，但铸币局官员最终因担心引起华人不满而没有付诸实践。
商用币于1878年停产后，精制币继续限量发行到1883年，这年费城铸币局一共生产了最后一批、共计979枚精制币。1908年，人们发现10枚标称年份为1884年和5枚标称年份为1885年的精制贸易银元，但铸币局没有任何正式纪录表明这些版本存在，而且也无法确知它们是何时打造的。

## 反响
1873年出产的大部分贸易银元都出口到清朝，这年10月，同治帝下令化验这些银币。根据中国领事兼翻译禧在明的译文，皇帝的旨意大致如下：
奉天承运皇帝诏曰：各地军、农、工、商人等，须知“飞鹰贸易银元”已于近期抵达香港，并经联合特聘官员化验检定，可用于支付税款，可令之进入流通，尔等勿须多虑。同时严禁鼠窃狗盗之辈为一己私利伪造新飞鹰银元。
胆敢抗旨以身试法、私铸硬币者，一经发现、必将严惩。尔等须晨兢夕厉！不得有违！钦此！

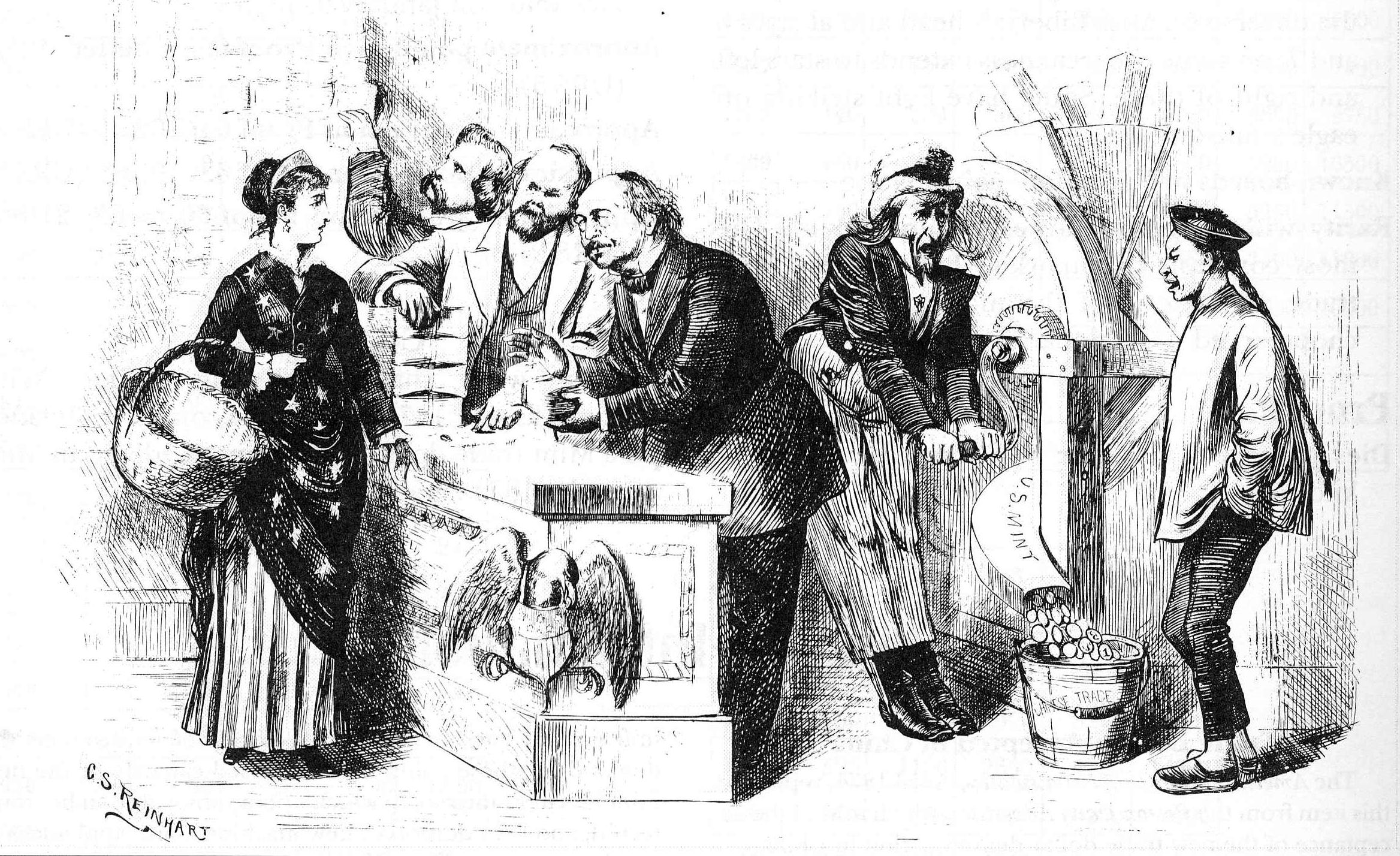
1874年4月25日出版的《哈珀周刊》上刊登的政治漫画，题为《我们的工人拿破布，钱币送给外国人》，漫画的题注是哥伦比亚的话：老天啊，我觉得把这么漂亮的贸易银元（值100美分）送到国外，让那些异教徒从中获利真是件很不妥当的事，如果这些先生们可以有什么合适的办法，我只想带上一篮子绿钞（值多少钱？）给孩子们买晚饭。

1874年，贸易银元开始现身美国市场。1875年初，国会通过硬币赎回法，授权财政部用银元换回纸币。该法案的通过、加上白银价格下跌的共同影响，导致先前被囤积起来，以及出口到海外的银元在美国市场上出现。许多出口的贸易银元回到国内，其中又以加利福尼亚州最多。
当银价降至银元内在金属价值低于1美元后，白银生产商开始把白银打造成贸易银元，然后再将之向全美各地批量出售来获利。他们这么做的另一个原因在于，1873年铸币法案中规定，存入铸币局的白银如果不打造成银元，就只能铸造成银条。
国会曾考虑将贸易银元原有的5美元法定支付限制抬高，但却于1876年7月22日通过法案正式剥夺贸易银元的法偿地位。根据这项法案，财政部长只能按实际贸易需要生产相应数量的贸易银元。虽然贸易银元已不具备法定支付能力，但白银产商还是继续将白银制成银币投入美国市场，导致该国境内流通的贸易银元达到约700万枚，其中单1877年进入流通的就超过400万枚。1877年10月15日，新任财政部长舍曼下令铸币局停止接受将银锭铸造成银币的新订单。同年11月5日，舍曼误信传言，以为春節的到来会导致银元需求增加，因此撤销了之前的命令，铸币局直到1878年2月22日才完全停止接受贸易银元订单。
林德曼下令审查贸易银元在清朝的流通情况。结果表明这些硬币在中国南方流通情况甚佳，但北方的使用率很有限。随着银价下跌，美国各地雇主开始用打折购买的贸易银元支付工人薪资。此举引发公众不满，因为这种硬币在美国很多地方都不受待见，许多银行和商家根本就不接受。许多地方为此还对贸易银元的价值做出规定。有些商家为避免引起客户不满而接受贸易银元，但又没法用这些硬币交税，也不能存入银行，所以将之卖给中间商。这些中间商又按面值打折后把银币卖给雇主，雇主又用来支付工资。1883年，纽约商品期货交易所呈请国会通过法案，由政府赎回贸易银元。

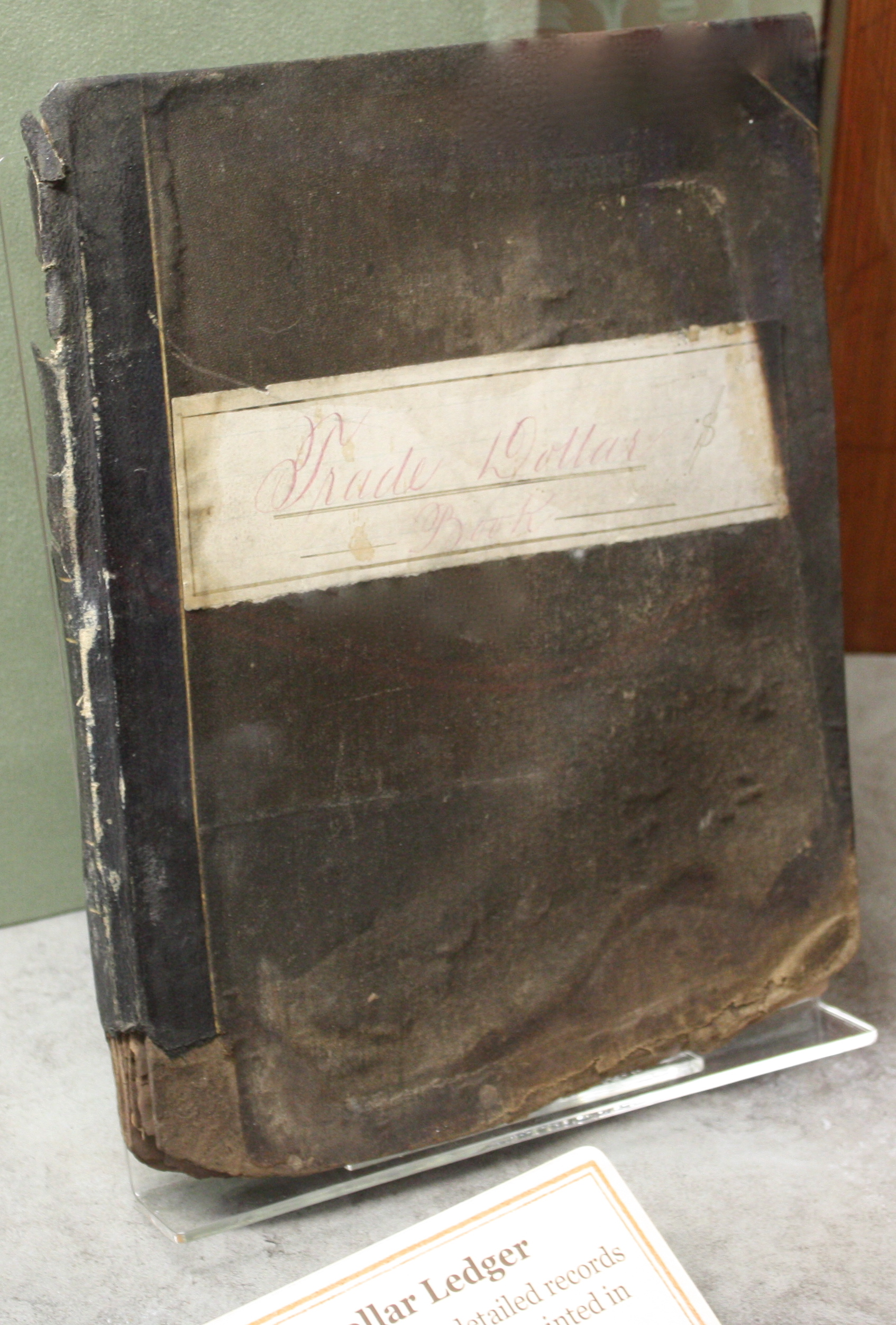
卡森城铸币局的贸易银元总账

19世纪80年代期间，银锭价格持续下跌，任何人一旦接受贸易银元，往往就意味着要蒙受其面值与金属价值差的损失。财政部长查尔斯·J·福尔杰支持由政府赎回贸易银元，但是，国会通过布兰德－阿利森法要求铸币局生产大量新设计的摩根银元，这种作法会引发通胀。法案中规定财政部每个月要按市场价购买200至400万美元白银并打造成银币，白银利益集团希望能向政府售出更多白银，因此反对将赎回的贸易银元熔融后铸造的新银币也计入月生产份额。直到1887年，国会才通过法案，同意赎回外观完整无缺的贸易银元，此举表面上是为缓解穷困，但大部分贸易银元当时都在投机商手上。法案于1887年2月14日生效，其中也没有把赎回银币转制成的新银元计入布兰德－阿利森法规定的每月产量份额，总统格罗弗·克利夫兰在这天前共有10天期限签字批准或否决，但他没有采取任何行动，所以法案就在10天期限过后自动生效成为法律。由于清朝的商人会用牙齿去咬银币，来确认其中的确含有白银，所以许多贸易银元都因上面有牙印而无法由政府赎回。银元的赎回期限仅有6个月，赎回的硬币熔融后再打造成10美分、25美分硬币和半美元硬币
钱币历史学家沃尔特·布林（Walter Breen）无论是对贸易银元的法定支付上限和银币本身都颇有微词，称发行这种硬币就是个“昂贵的失误……其动机就是纯粹的贪婪，其设计也是糊涂至极，其国内流通情况和法定货币地位都是由灾难性的法律规定导致，结果只能是被滥用到可怕的程度”。
国会此后通过1965年铸币法案，恢复美国历史上所有联邦政府发行硬币、纸币（包括美联储银行和美国银行业协会采用的票据）的法定支付地位。但是，这时任何贸易银元的钱币学价值或所含金属价值都远远超出了1美元面值。

### 脚注
1. 1 2 3 4  Julian, p. 869.
2. 1 2  Julian, p. 870.
3. ↑  Taxay, p. 251.
4. ↑  Julian, p. 945.
5. 1 2 3 4 5  Julian, p. 871.
6. ↑  The Nation: A Weekly Journal, p. 401.
7. 1 2 3 4 5  Julian, p. 872.
8. 1 2 3 4  Linderman, pp. 47–54.
9. 1 2 3 4 5 6  Julian, p. 876.
10. 1 2 3 4 5  Breen, p. 466.
11. ↑  Taxay, pp. 257–258.
12. 1 2  Evans, p. 99.
13. 1 2 3 4 5  Julian, p. 873.
14. ↑  Taxay, p. 279.
15. 1 2 3 4 5 6  Julian, p. 875.
16. ↑  Vermeule, pp. 67–68.
17. ↑  Lange, p. 104.
18. ↑  Vermeule, pp. 68–69.
19. ↑  Evans, p. 100.
20. ↑  Breen, p. 467.
21. 1 2  Yeoman, p. 216.
22. 1 2 3  Julian, p. 877.
23. 1 2 3 4  Julian, p. 878.
24. 1 2  Yeoman, p. 217.
25. ↑  Evans, p. 52.
26. ↑  Evans, p. 53.
27. ↑  Julian, p. 964.
28. ↑  Taxay, p. 265.
29. ↑  Van Allen, p. 23
30. ↑  Lange, p. 116.
31. 1 2  Taxay, p. 282.
32. ↑  Taxay, p. 283.
33. 1 2 3 4  Julian, p. 879.
34. 1 2  Taxay, p. 284.
35. 1 2 3  Lange, p. 117.
36. ↑  Domestic and Foreign Coins Manufactured by Mints of the United States 1793–1970, p. 132.